# Ілмарі Унго
Ілмарі Унго (22 жовтня 1906 — 3 квітня 1961) — фінський актор, кінорежисер та сценарист. Протягом більшої частини своєї кар'єри працював на кіностудії «Suomi-Filmi».

## Життєпис
Ілмарі Унго народився в Уусікаупункі в 1906. Розпочав свою кінокар'єру як актор у фільмі «Pohjalaisia» (1925). Напочатку кар'єри також зіграв ролі в «Meren kasvojen edessä» (1926) та «Kajastus» (1930). Працював керівником театру та журналістом до 1938, допоки не був запрошений на роботу кіностудією «Suomi-Filmi», компанією, з якою він залишиться до кінця своєї кар'єри.
Спочатку Унго працював сценаристом. Він написав сценарії для «Jääkärin morsian» (1938) та «Aktivistit» (1939), але швидко отримав режисерське крісло, з комедіями «Punahousut» (1939) та «Kersantilleko Emma nauroi?» (1940). За свою кар'єру Унго зняв 26 фільмів. Серед найважливіших із них були біографічні фільми про Алексіса Ківі та оперного співака Авраама Оянперя, «Minä elän» (1946) та «Ruusu ja kulkuri» (1948).
Кіноісторик Пітер фон Баг також перераховує серед найвідоміших творів режисера «Härmästä poikia kymmenen» (1950), « Pimeänpirtin hävitys» (1947), «Koskenkylän laulu» (1947) та «Kavanvan layalla» (1949).
Унго зазвичай писав сценарії для власних фільмів і продовжував писати сценарії для інших режисерів протягом усієї своєї кар'єри.
Унго був одружений з акторкою Кайсу Лепп'янен з 1927 по 1930. Пізніше він одружився з іншою акторкою Саллі Каруна.
Унго помер у Порі в 1961 у віці 54-х років.

## Фільмографія
Режисерські роботи:
- Punahousut (1939)
- Kersantilleko Emma nauroi? (1940)
- Poikani pääkonsuli (1940)
- Poretta eli keisarin uudet pisteet (1941)
- Neljä naista (1942)
- Kuollut mies rakastuu (1942)
- Syntynyt terve tyttö (1943)
- Miehen kunnia (1943)
- Kirkastettu sydän (1943)
- Kuollut mies vihastuu (1944)
- Kartanon naiset (1944)
- Kolmastoista koputus (1945)
- Valkoisen neilikan velho (1945)
- Minä elän (1946)
- Pimeänpirtin hävitys (1947)
- Koskenkylän laulu (1947)
- Kilroy sen teki (1948)
- Ruusu ja kulkuri (1948)
- Kanavan laidalla Suomi (1949)
- Kalle-Kustaa Korkin seikkailut (1949)
- Härmästä poikia oli kymmenen (1950)
- Sadan miekan mies[en] (1951)
- Kuisma ja Helinä (1951)
- «Jees, olympialaiset», sanoi Ryhmy (1952)
- Rengasmatka eli Peräkylän pikajuna (1952)
- Sillankorvan emäntä (1953)